# Sledgehammer (песня Питера Гэбриела)
«Sledgehammer» (с англ. — «Кувалда») — композиция британского рок-музыканта Питера Гэбриела, изданная в альбоме So в 1986 году. Песня оказалась на вершине чартов Канады и США и достигла 4-й строчки на родине музыканта, не в последнюю очередь благодаря популярному и креативному видео. Композиция стала самым большим хитом Гэбриела в Северной Америке и Великобритании (наряду с песней «Games Without Frontiers»).
Снятый для этой песни видеоклип завоевал множество наград, в том числе рекордные девять статуэток MTV Awards и был признан «Лучшим британским видео» на церемонии BRIT Awards. Также композиция была номинирована на три премии «Грэмми»: «Лучшее мужское вокальное рок-исполнение», «Песня года» и «Запись года». Согласно статистическим данным, «Sledgehammer» является самым популярным клипом в истории MTV (за первые тридцать лет существования телеканала: 1981—2011).

## История
Песня была сочинена под влиянием соула 1960-х, в частности, музыки, записанной на лейбле Stax Records. Отличительной чертой песни были духовые инструменты, вдохновлённые творчеством Джона Колтрейна, которые записал ансамбль The Memphis Horns — постоянные музыканты Stax Records. В начале трека можно услышать флейту сякухати, она была семплирована при помощи синтезатора E-mu Emulator II.
В тексте песни обыгрываются различные сексуальные метафоры: паровозики, машинки, американские горки («Big Dipper») и фруктовая оранжерея — намёки на мужские и женские половые органы; фрукты и пчёлы, опыление, «действуй как кувалда» — метафоры секса.
Для Питера Гэбриела «Sledgehammer» стал первым и единственным хитом №1 в Соединённых Штатах. Этот сингл сместил с верхней строчки чарта композицию его бывших коллег — «Invisible Touch», которая также стала их единственным хитом, покорившим американский хит-парад. Кроме того, «Sledgehammer» возглавил чарты — Hot Mainstream Rock Tracks (две недели на вершине) и Hot Dance Club Play (одна неделя).

## Участники записи
- Питер Гэбриел — вокал, CMI, фортепиано, Prophet
- Ману Катче — ударные
- Тони Левин — бас-гитара
- Дэвид Роудс — гитара
- Даниэль Лануа — гитара, бубен
- Уэйн Джексон[англ.] — труба
- Марк Ривера[англ.] — теноровый саксофон
- Дон Миккельсен — тромбон
- П. П. Арнольд[англ.] — бэк-вокал
- Корел Гордон — бэк-вокал
- Ди Льюис — бэк-вокал

## Позиции в хит-парадах
Годовые чарты:
| Чарт (1986)                                 | Позиция |
| ------------------------------------------- | ------- |
| США (Billboard Top Dance Club Play Singles) | 33      |
| США (Billboard Top Dance Sales Singles)     | 22      |
| США (Billboard Top Pop Singles)             | 23      |